# گوان یین
گوان یین (سانسکریت: अवलोकितेश्वर) (چینی ساده: 观音; چینی سنتی: 觀音; پین‌یین: Guānyīn) یک بوداسف مرتبط با شفقت است. او بازنمای اولوکیتشوره (سانسکریت: अवलोकितेश्वर) شرق آسیا می‌باشد و توسط سایر ادیان شرقی از جمله ادیان سنتی چینی پذیرفته شده‌است. اولین بار توسط مبلغان یسوعی در چین لقب «الهه رحمت» برای او در نظر گرفته شد. گوان یین مخفف کلمه گوان شیین (Guanshiyin) می‌باشد که به معنی «[برگزیده ای که] بانگ‌های دنیا را متوجه می‌شود» است." روز نوزدهم از ششمین ماه قمری، دستیابی گوان یین به بوداهود جشن گرفته می‌شود.